# György Gyimesi
György Gyimesi (24 sierpnia 1980) – polityk słowacki narodowości węgierskiej, poseł do Rady Narodowej z ramienia partii Zwyczajni Ludzie i Niezależne Osobistości wybrany w wyborach parlamentarnych w 2020 roku. Zawodowo zajmował się administracją, prawem miejskim i funduszami unijnymi. 